# Elia Kazan
Elia Kazan, all'anagrafe Elias Kazancıoğlu (Costantinopoli, 7 settembre 1909 – New York, 28 settembre 2003), è stato un regista, sceneggiatore, attore, scrittore, produttore cinematografico e teatrale greco naturalizzato statunitense, cofondatore nel 1947 dell'Actors Studio di New York con Cheryl Crawford e Robert Lewis.
Definito dal New York Times come «uno dei registi più onorati e influenti nella storia di Broadway e di Hollywood», è legato a film entrati nella storia del cinema come Un tram che si chiama Desiderio (1951), Fronte del porto (1954) e La valle dell'Eden (1955), oltre che a pellicole spesso incentrate su temi impegnati e questioni sociali quali l'antisemitismo (Barriera invisibile, 1947), il razzismo (Pinky, la negra bianca, 1949), l’omosessualità (La gatta sul tetto che scotta, 1956, tematica censurata nel film omonimo del 1958) e i disturbi psichiatrici (Splendore nell'erba, 1961).
Nella sua carriera ha ricevuto oltre 30 riconoscimenti per la regia, tra cui due Oscar per Barriera invisibile e Fronte del porto, quattro Golden Globe, due Leoni d'argento e tre Tony Award, oltre all'Oscar onorario e all'Orso d'oro alla carriera.
È il padre del regista, sceneggiatore e produttore Nicholas Kazan e nonno delle attrici Zoe e Maya Kazan.

## Biografia
Kazan nacque nell'Impero ottomano da una famiglia di origine greca, composta da George Kazancıoğlu e Athena Shishmanoğlu, che quattro anni dopo la sua nascita si trasferì negli Stati Uniti d'America. Il regista ha lo stesso nome del nonno paterno, Elia Kazancıoğlu, mentre il nonno materno si chiama Isaak Shishmanoğlu. Il fratello Avraam, invece, nacque a Berlino e divenne psichiatra.

## Carriera

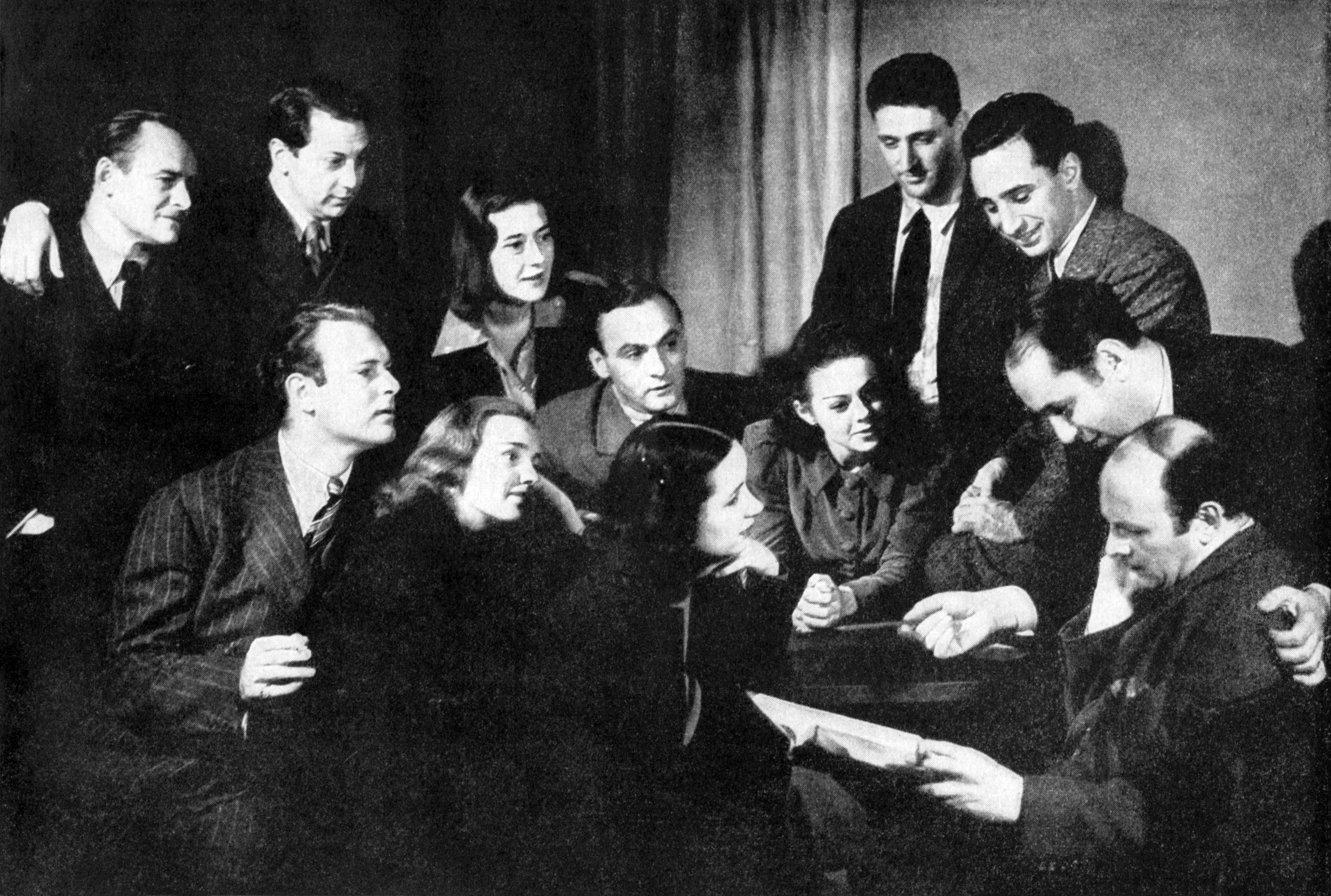
Elia Kazan (terzo dal basso a destra) nel 1938 con i membri del Group Theatre.

Convinto sostenitore del Metodo Stanislavskij, due volte Premio Oscar per la regia, come uomo di teatro diresse tutte le commedie di Arthur Miller e Tennessee Williams. Nel 1947 (il suo esordio nel cinema risale alla fine degli anni trenta) fondò assieme a Cheryl Crawford e Lee Strasberg l'Actors Studio a New York; grazie a lui ebbero la loro consacrazione nello star system attori come Gregory Peck, James Dean e Marlon Brando, lanciato nel firmamento hollywoodiano dai film di Kazan Un tram che si chiama Desiderio (1951) e Fronte del porto (1954).
La sua filmografia comprende anche Un albero cresce a Brooklyn (1945), Barriera invisibile (1947), La valle dell'Eden (1955), Baby Doll - La bambola viva (1956, con una Carroll Baker che avrebbe fatto epoca), Un volto nella folla (1957), Splendore nell'erba (1961), Il ribelle dell'Anatolia (1963), Il compromesso (1969), I visitatori (1972), Gli ultimi fuochi (1976).
I film di Elia Kazan nel periodo compreso tra il 1945 e il 1952 hanno spesso classici temi progressisti, molto di sinistra per l'America di quegli anni: il razzismo (Pinky, Barriera invisibile), la rivoluzione (Viva Zapata!), il garantismo (Boomerang - L'arma che uccide), la lotta sociale e l'immigrazione (Un albero cresce a Brooklyn), l'arroganza dei ricchi (Il mare d'erba), le situazioni di disagio, sfruttamento della forza lavoro e l'oppressione del più debole (Fronte del porto) oppure sono trasposizioni cinematografiche di grandi drammi e romanzi americani (Un tram che si chiama desiderio) ed eleganti noir.

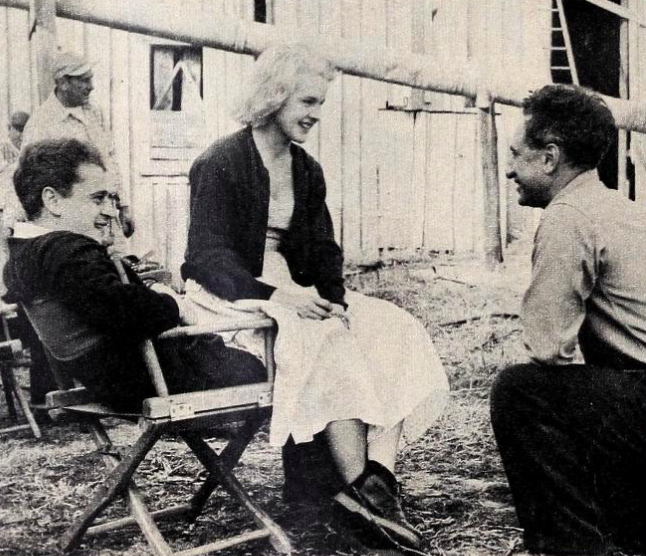
Con Jack Garfein e Carroll Baker nel 1957 sul set di Baby Doll - La bambola viva.

Tuttavia i temi sociali lasceranno in seguito (eccetto l'attenzione al problema dell'immigrazione negli Stati Uniti) il posto alla trasposizione cinematografica di novità letterarie e per il genere noir. Tra tutti i registi dell'epoca, Kazan spicca per il numero di artisti da lui lanciati o utilizzati prima che diventassero famosissimi, come ad esempio Marlon Brando, James Dean, Warren Beatty e molti altri importanti attori dell'Actors Studio che aveva contribuito a far crescere.

### Kazan e il maccartismo
Nel 1952 entrò in rotta di collisione con molti colleghi registi e attori per la sua collaborazione al cosiddetto comitato McCarthy. Elia Kazan, nonostante avesse avuto un passato da simpatizzante comunista, fece numerosi nomi (undici dei quali erano attori o registi di primo piano, tra cui alcuni dei suoi più stretti collaboratori), inclusi quelli di persone che non erano mai state comuniste, ma che avevano partecipato a movimenti di sinistra in modo molto generico: i nomi finirono nella lista nera di Hollywood e alcuni di essi ebbero la carriera distrutta, oppure notevolmente rallentata.

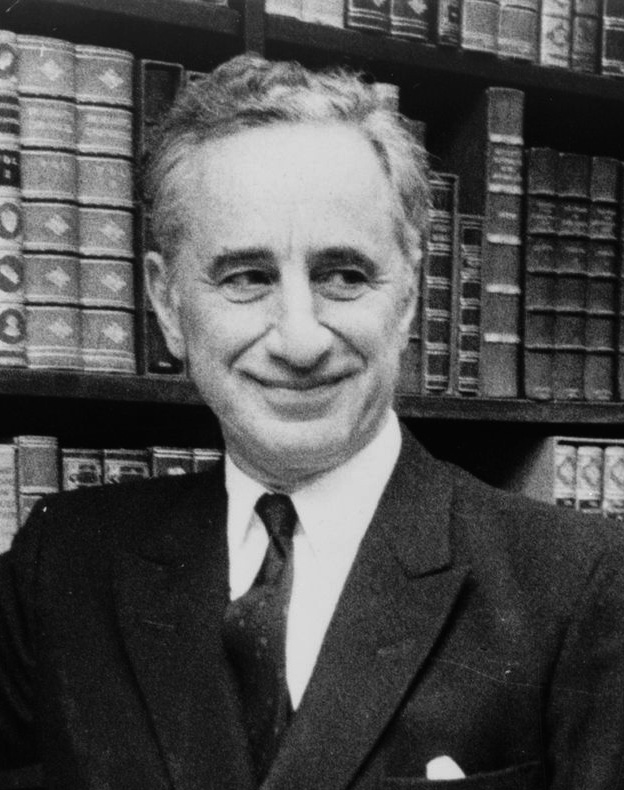
Elia Kazan nel 1967.

Scritto durante questo periodo, Fronte del porto è interpretabile anche come una sorta di difesa del regista dall'accusa di tradimento; il protagonista è infatti una sorta di pentito di mafia, che si redime confessando le sue e le altrui malefatte. Va però rilevato che Kazan iniziò a lavorare a questo film - che tratta una vicenda del 1948 - nel 1951, mentre il suo "tradimento" dei compagni avvenne nel 1952.
Nel 1999, durante la 71ª edizione degli Oscar, venne premiato dall'Academy con il riconoscimento alla carriera. Durante la cerimonia di consegna della statuetta, avvenuta alla presenza di Martin Scorsese e Robert De Niro, non tutti gli artisti in platea - memori della sua partecipazione al comitato McCarthy - si alzarono ad applaudire l'anziano regista; tra gli altri, Ed Harris e Nick Nolte rimasero seduti a braccia conserte.

## Vita privata
Nel 1932 sposò la drammaturga Molly Day Thatcher da cui ebbe quattro figli: Judy, Chris, Nicholas e Katherine. Rimasero insieme fino alla morte di lei, avvenuta il 14 dicembre 1963 per un'emorragia cerebrale. Nel 1967 si risposò con l'attrice e regista Barbara Loden, da cui ebbe un figlio. La Loden morì nel 1980 per un cancro al seno e nel 1982 Kazan si sposò per la terza volta con la scrittrice Frances Rudge, che rimase con il regista fino alla morte di quest'ultimo avvenuta per cause naturali nel 2003.

## Filmografia

### Regista
- Un albero cresce a Brooklyn (A Tree Grows in Brooklyn) (1945)
- Il mare d'erba (The Sea of Grass) (1947)
- Boomerang - L'arma che uccide (Boomerang!) (1947)
- Barriera invisibile (Gentleman's Agreement) (1947)
- Pinky, la negra bianca (Pinky) (1949)
- Bandiera gialla (Panic in the Streets) (1950)
- Un tram che si chiama Desiderio (A Streetcar Named Desire) (1951)
- Viva Zapata! (Viva Zapata!) (1952)
- Salto mortale (Man on a Tightrope) (1953)
- Fronte del porto (On the Waterfront) (1954)
- La valle dell'Eden (East of Eden) (1955)
- Baby Doll - La bambola viva (Baby Doll) (1956)
- Un volto nella folla (A Face in the Crowd) (1957)
- Fango sulle stelle (Wild River) (1960)
- Splendore nell'erba (Splendor in the Grass) (1961)
- Il ribelle dell'Anatolia (America, America) (1963)
- Il compromesso (The Arrangement) (1969)
- I visitatori (The Visitors) (1972)
- Gli ultimi fuochi (The Last Tycoon) (1976)

### Produttore
- Pie in the Sky, regia di Ralph Steiner (1935) – Cortometraggio[9]
- La valle dell'Eden (East of Eden), regia di Elia Kazan (1955)[10]
- Baby Doll - La bambola viva (Baby Doll), regia di Elia Kazan (1956)
- Un volto nella folla (A Face in the Crowd), regia di Elia Kazan (1957)[10]
- Fango sulle stelle (Wild River), regia di Elia Kazan (1960)
- Splendore nell'erba (Splendor in the Grass), regia di Elia Kazan (1961)[10]
- Il ribelle dell'Anatolia (America, America), regia di Elia Kazan (1963)[10]
- Il compromesso (The Arrangement), regia di Elia Kazan (1969)

### Sceneggiatore
- Blues in the Night, regia di Anatole Litvak (1941)[11]
- Barriera invisibile (Gentleman's Agreement), regia di Elia Kazan (1947)[12]
- Pinky, la negra bianca (Pinky), regia di Elia Kazan (1949)[10]
- Il ribelle dell'Anatolia (America, America), regia di Elia Kazan (1963)
- Il compromesso (The Arrangement), regia di Elia Kazan (1969)

### Attore
- Cafe Universal, regia di Ralph Steiner (1934)
- Pie in the Sky, regia di Ralph Steiner (1935) – Cortometraggio
- La città del peccato (City for Conquest), regia di Anatole Litvak (1940)
- Blues in the Night, regia di Anatole Litvak (1941)
- Bandiera gialla (Panic in the Streets), regia di Elia Kazan (1950)[10]
- Sis, regia di Zülfü Livaneli (1988)

## Teatro

### Regista
- The Young Go First – Park Theatre, Broadway, New York (1935)[13]
- Casey Jones – Fulton Theatre, Broadway, New York (1938)
- Thunder Rock – Mansfield Theatre, Broadway, New York (1939)
- Cafe Crown – Cort Theatre, Broadway, New York (1942)
- The Strings, My Lord, Are False – Royale Theatre, Broadway, New York (1942)
- La famiglia Antrobus (The Skin of Our Teeth) – Plymouth Theatre, Broadway, New York (1942-1943)
- Harriet – Henry Miller's Theatre, Broadway, New York (1943-1944)
- One Touch of Venus – Imperial Theatre/46th Street Theatre, Broadway, New York (1943-1945)
- Harriet – City Center, Broadway, New York (1944)
- Jacobowsky and the Colonel – Martin Beck Theatre, Broadway, New York (1944-1945)
- Deep Are the Roots – Fulton Theatre, Broadway, New York (1945-1946)
- Dunnigan's Daughter – John Golden Theatre, Broadway, New York (1945)
- Erano tutti miei figli (All My Sons) – Coronet Theatre, Broadway, New York (1947)
- Un tram che si chiama Desiderio (A Streetcar named Desire) – Ethel Barrymore Theatre, Broadway, New York (1947-1949)
- Sundown Beach – Belasco Theatre, Broadway, New York (1948)
- Un tram che si chiama Desiderio (A Streetcar named Desire) – Harris Theater, Chicago (1948)
- Love Life – 46th Street Theatre, Broadway, New York (1948-1949)
- Un tram che si chiama Desiderio (A Streetcar named Desire) – Hanna Theatre, Cleveland (1949)
- Morte di un commesso viaggiatore (Death of a Salesman) – Morosco Theatre, Broadway, New York (1949-1950)
- Un tram che si chiama Desiderio (A Streetcar named Desire) – City Center, Broadway, New York (1950)
- Flight Into Egypt – Music Box Theatre, Broadway, New York (1952)
- Camino Real – National Theatre, Broadway, New York (1953)
- Tea and Sympathy – Ethel Barrymore Theatre/Longacre Theatre/48th Street Theatre, Broadway, New York (1953-1955)
- La gatta sul tetto che scotta (Cat on a Hot Tin Roof) – Morosco Theatre, Broadway, New York (1955-1956)
- La gatta sul tetto che scotta (Cat on a Hot Tin Roof) – Hanna Theatre, Cleveland (1957)
- The Dark at the Top of the Stairs – Music Box Theatre, Broadway, New York (1957-1959)
- J.B. – ANTA Playhouse, Broadway, New York (1958-1959)
- J.B. – Hanna Theatre, Cleveland (1959)
- La dolce ala della giovinezza (Sweet Bird of Youth) – Martin Beck Theatre, Broadway, New York (1959-1960)
- But For Whom Charlie – ANTA Washington Square Theatre, Broadway, New York (1964)
- The Changeling – ANTA Washington Square Theatre, New York (1964)
- After The Fall – ANTA Washington Square Theatre, Broadway, New York (1964-1965)

### Attore
- Chrysalis – Martin Beck Theatre, Broadway, New York (1932)
- Men in White – Broadhurst Theatre, Broadway, New York (1933-1934)
- Gold Eagle Guy – Morosco Theatre, Broadway, New York (1934-1935)
- Till the Day I Die – Longacre Theatre, Broadway, New York (1935)
- Waiting for Lefty – Longacre Theatre/Belasco Theatre, Broadway, New York (1935)
- Paradise Lost – Longacre Theatre, Broadway, New York (1935-1936)
- Waiting for Lefty – Selwyn Theater, Chicago (1936)
- Case of Clyde Griffiths – Ethel Barrymore Theatre, Broadway, New York (1936)
- Johnny Johnson – 44th Street Theatre, Broadway, New York (1936-1937)
- Golden Boy – Belasco Theatre, Broadway, New York (1937-1938)
- The Gentle People – Belasco Theatre, Broadway, New York (1939)
- Night Music – Broadhurst Theatre, Broadway, New York (1940)
- Liliom – 44th Street Theatre, Broadway, New York (1940)
- Five Alarm Waltz – Playhouse Theatre, Broadway, New York (1941)

### Produttore
- Truckline Cafe – Belasco Theatre, Broadway, New York (1946)[14]
- Erano tutti miei figli (All My Sons) – Coronet Theatre, Broadway, New York (1947)
- The Dark at the Top of the Stairs – Music Box Theatre, Broadway, New York (1957-1959)

#### Con l'Actors Studio
- Sundown Beach – Belasco Theatre, Broadway, New York (1948)
- The Shadow of a Gunman – Bijou Theatre, Broadway, New York (1958-1959)
- Strano interludio (Strange Interlude) – Hudson Theatre/Martin Beck Theatre, Broadway, New York (1963)
- Marathon '33 – ANTA Playhouse, Broadway, New York (1963-1964)
- Baby Want a Kiss – Little Theatre, Broadway, New York (1964)
- Blues for Mister Charlie – ANTA Playhouse, Broadway, New York (1964)
- Tre sorelle (Tri sestry) – Morosco Theatre, Broadway, New York (1964)

#### Con il Lincoln Center Repertory Theatre
- Marco Millions – ANTA Washington Square Theatre, Broadway, New York (1964)
- But For Whom Charlie – ANTA Washington Square Theatre, Broadway, New York (1964)
- The Changeling – ANTA Washington Square Theatre, New York (1964)
- After The Fall – ANTA Washington Square Theatre, Broadway, New York (1964-1965)
- Incidente a Vichy (Incident at Vichy) – ANTA Washington Square Theatre, Broadway, New York (1964-1965)
- Il Tartuffo (Tartuffe ou l'Imposteur) – ANTA Washington Square Theatre, Broadway, New York (1965)

## Pubblicazioni
- America America, di E. Kazan (1962, Popular Library, NY), 2011, Mattioli 1885, Fidenza (PR), traduzione di Nicola Manuppelli – ISBN 9788862612210
- Il compromesso (The Arrangement: A Novel), di E. Kazan (1967, Stein and Day, NY), 2012, Mattioli 1885, Fidenza (PR), traduzione di Ettore Capriolo – ISBN 9788862613064
- Gli assassini (The Assassins), di E. Kazan (1972, Stein and Day, NY), 2019, Centauria, Milano, traduzione di Ettore Capriolo – ISBN 9780812814279
- The Understudy, di E. Kazan (1975, Stein and Day, NY) – OCLC 9666336
- A Kazan Reader, di E. Kazan (1977, Stein and Day, NY) – ISBN 9780812821932
- Acts of Love, di E. Kazan (1978, Warner Book, NY) – ISBN 9780246111005
- The Anatolian, di E. Kazan (1982, Knopf Doubleday Publishing Group, NY) – ISBN 9780394525600
- Elia Kazan: A Life, di E. Kazan (1988, Knopf Doubleday Publishing Group, NY) – ISBN 9780307959348
- Beyond the Aegean, di E. Kazan (1994, Knopf Doubleday Publishing Group, NY) – ISBN 9780307807328
- The Master Director Discusses His Films, di E. Kazan & Jeff Young (1999, Newmarket Press, NY) – ISBN 9781557043382
- Kazan on Directing, di E. Kazan (2009, Knopf Doubleday Publishing Group, NY) – ISBN 9780307264770

## Riconoscimenti
Nel 1960 gli è stata assegnata una stella sulla Hollywood Walk of Fame al 6800 di Hollywood Blvd per il suo contributo all'industria cinematografica. È inoltre membro della American Theater Hall of Fame.

### Cinema
- Premio Oscar
  - 1948 – Miglior regista per Barriera invisibile
  - 1952 – Candidatura per il miglior regista per Un tram che si chiama Desiderio
  - 1955 – Miglior regista per Fronte del porto
  - 1956 – Candidatura per il miglior regista per La valle dell'Eden
  - 1964 – Candidatura per il miglior film per Il ribelle dell'Anatolia
  - 1964 – Candidatura per il miglior regista per Il ribelle dell'Anatolia
  - 1964 – Candidatura per la migliore sceneggiatura originale per Il ribelle dell'Anatolia
  - 1999 – Premio Oscar alla carriera
- Golden Globe
  - 1948 – Miglior regista per Barriera invisibile
  - 1955 – Miglior regista per Fronte del porto
  - 1957 – Miglior regista per Baby Doll – La bambola viva
  - 1964 – Miglior regista per Il ribelle dell'Anatolia
- British Academy of Film and Television Arts
  - 1953 – Candidatura per il miglior film internazionale per Un tram che si chiama Desiderio
  - 1953 – Candidatura per il miglior film internazionale per Viva Zapata!
  - 1955 – Candidatura per il miglior film internazionale per Fronte del porto
  - 1956 – Candidatura per il miglior film internazionale per La valle dell'Eden
  - 1957 – Candidatura per il miglior film internazionale per Baby Doll – La bambola viva
- Festival di Cannes
  - 1947 – Candidatura al Grand Prix du Festival per Boomerang – L'arma che uccide
  - 1952 – Candidatura al Grand Prix du Festival per Viva Zapata!
  - 1955 – Prix du film dramatique per La valle dell'Eden
  - 1955 – Candidatura alla Palma d'oro per La valle dell'Eden
  - 1972 – Candidatura alla Palma d'oro per I visitatori
- Mostra internazionale d'arte cinematografica di Venezia
  - 1948 – Candidatura al Gran Premio Internazionale di Venezia per il miglior film per Barriera invisibile
  - 1950 – Premio Internazionale per Bandiera gialla
  - 1950 – Candidatura al Leone d'oro per Bandiera gialla
  - 1951 – Leone d'argento - Gran premio della giuria per Un tram che si chiama Desiderio
  - 1951 – Candidatura al Leone d'oro per Un tram che si chiama Desiderio
  - 1954 – Leone d'argento per Fronte del porto
  - 1954 – Premio Pasinetti per Fronte del porto
  - 1954 – Premio OCIC per Fronte del porto
  - 1954 – Candidatura al Leone d'oro per Fronte del porto
- Festival internazionale del cinema di Berlino
  - 1953 – Premio Speciale del Senato di Berlino per Salto mortale
  - 1960 – Candidatura all'Orso d'oro per Fango sulle stelle
  - 1996 – Orso d'oro alla carriera
- New York Film Critics Circle Awards
  - 1947 – Miglior regista per Barriera invisibile
  - 1951 – Miglior regista per Un tram che si chiama Desiderio
  - 1954 – Miglior regista per Fronte del porto
  - 1956 – Candidatura per il miglior regista per Baby Doll – La bambola viva

- Directors Guild of America Award
  - 1952 – Candidatura per il miglior regista cinematografico per Un tram che si chiama Desiderio
  - 1953 – Candidatura per il miglior regista cinematografico per Viva Zapata!
  - 1955 – Miglior regista cinematografico per Fronte del porto
  - 1956 – Candidatura per il miglior regista cinematografico per La valle dell'Eden
  - 1958 – Candidatura per il miglior regista cinematografico per Un volto nella folla
  - 1962 – Candidatura per il miglior regista cinematografico per Splendore nell'erba
  - 1964 – Candidatura per il miglior regista cinematografico per Il ribelle dell'Anatolia
  - 1983 – Premio per il membro onorario
  - 1987 – Premio D.W. Griffith alla carriera
- Laurel Awards
  - 1961 – Candidatura per il miglior regista/produttore
  - 1962 – Candidatura per il miglior regista/produttore
  - 1967 – Candidatura per il miglior regista/produttore
  - 1971 – Candidatura per il miglior regista/produttore
- National Board of Review of Motion Pictures Awards
  - 1947 – Miglior regista per Boomerang – L'arma che uccide e Barriera invisibile
  - 1996 – Premio alla carriera nella regia
- Premio Bodil
  - 1955 – Miglior film statunitense per Fronte del porto
  - 1958 – Miglior film statunitense per La valle dell'Eden
- Nastro d'argento
  - 1955 – Miglior film straniero per Fronte del porto
- Blue Ribbon Awards
  - 1956 – Miglior film straniero per La valle dell'Eden
- Kinema Junpo Awards
  - 1956 – Miglior film straniero per La valle dell'Eden
- Cinema Writers Circle Awards
  - 1959 – Miglior regista straniero per La valle dell'Eden
- Writers Guild of America Award
  - 1964 – Candidatura per la migliore sceneggiatura drammatica per Il ribelle dell'Anatolia
- Festival internazionale del cinema di San Sebastián
  - 1964 – Concha de Oro per Il ribelle dell'Anatolia
- Sant Jordi Awards
  - 1965 – Miglior film straniero per Il ribelle dell'Anatolia
- Kennedy Center Honors
  - 1983 – Premio Kennedy
- International Istanbul Film Festival
  - 1997 – Premio alla carriera
- Festival del cinema di Stoccolma
  - 1997 – Premio alla carriera

### Teatro
- Tony Award
  - 1947 – Miglior regista di un'opera teatrale per Erano tutti miei figli
  - 1949 – Miglior regista di un'opera teatrale per Morte di un commesso viaggiatore
  - 1956 – Candidatura per il miglior regista di un'opera teatrale per La gatta sul tetto che scotta
  - 1958 – Candidatura per la migliore opera teatrale per The Dark at the Top of the Stairs
  - 1958 – Candidatura per il miglior regista di un'opera teatrale per The Dark at the Top of the Stairs
  - 1959 – Miglior regista di un'opera teatrale per J.B.
  - 1960 – Candidatura per il miglior regista di un'opera teatrale per La dolce ala della giovinezza